# Csapody Vera
Fejéregyházi Csapody Vera (Budapest, 1890. március 29. – Budapest, 1985. november 6.) állami díjas botanikus, matematika–fizika tanár, növényrajzoló. A növényvilág tudományos ábrázolásának művésze. Botanikai szakmunkákban nevének rövidítése: „Csapody”.

## Élete
A nemesi származású fejéregyházi Csapody családban született. Édesapja, fejéregyházi dr. Csapody István (1857–1912), szemorvos, egyetemi tanár és édesanyja nemesmiliticsi Allaga Vilma (1867–1942) volt. Anyai nagyszülei nemesmiliticsi Allaga Géza (†1913) és ponori Török Róza (†1891) voltak. Csapody Vera édesapja 1905. szeptember 19.-én szerzett nemességet és a nemesi előnevét I. Ferenc József magyar királytól. Testvére, fejéregyházi dr. Csapodi Csaba (1910–2004) a Magyar Tudományos Akadémia Könyvtára, Kézirattára és Régi Könyvek Gyűjteményének osztályvezetője, címzetes egyetemi tanár, az irodalomtudomány doktora.

## Tanulmányai
Gyermekkorában apja szemorvosi foglalkozása felkeltette érdeklődését a természet szépségei iránt. Általa ismerte meg az erdei és mezei növények életét, hasznosságát, a bennük rejlő különleges világot. Az ő biztatására, valamint festő nagybátyja hatására kezdett rajzolni – festeni. Mégis, már ebben az időszakban fizikusnak készült. 1908-ban sikeres érettségi vizsga után külön engedéllyel iratkozott be a budapesti Pázmány Péter Tudományegyetem matematika-fizika szakára, ahol 1913-ban a nők közül elsőként szerzett diplomát. Ezt követően tudományos pályára készülve az egyetem fizika tanszékén gyakornokoskodott.

## Munkahelyei
Édesapja korai halála után hat testvérével maradt árván, ezért a fizetés nélküli gyakornoki munka helyett állást kellett keresnie. Kezdetben óraadó, helyettes tanár volt, 1916-tól pedig a Sacre Coeur Sophianum katolikus leánygimnáziumban (1914-ben alakult Budapesten, a kolozsvári után másodikként) tanította a matematikát és a fizikát. 32 évig volt a leánygimnázium tanára, az utolsó tíz évben az igazgatója. Az iskolák államosításakor felmentették posztja alól. Majd 1950-ben a Természettudományi Múzeum Növénytárának alkalmazás nélküli dolgozója lett. 1950-ben muzeológus, később tudományos főmunkatársa lett. Bár 1966-ban nyugdíjba vonult, 1972-ig bejárt a Múzeumba és még további, közel két évtizeden át folytatta munkáját, élete szinte utolsó napjáig.

## Tanári pályája
Több mint három évtizedes tanárkodása alatt kiváló eredményeket ért el a matematika-fizika oktatásában. Számtalan egyéni módszer alkalmazásával, tanításának szuggesztív erejével óráit kedveltté tette tanítványai számára. Soha nem alapított családot. Azt pótolta a leánygimnáziumban végzett több száz fiatal ragaszkodása, akikkel később sem szakadt meg segítőkész, baráti kapcsolata. De életét a növények iránti végtelen szeretet is kitöltötte. A matematika-fizika tanítása mellett szabad idejében szívesen festett, főleg virágokat, mezei növényeket.

## Botanikai munkássága
Jávorka Sándor egy akvarelljeiből készült kiállításon ismerte fel növényrajzoló tehetségét. Felkérte, hogy rajzolja meg az akkor készülő művéhez szükséges növényábrázolásokat. Csapody Vera továbbra is tanított, de érdeklődése emellett mindinkább a növények ábrázolása, fejlődésük megfigyelése felé fordult.
Negyven éven át, Jávorka Sándor haláláig dolgoztak együtt, és ezalatt a növényvilág megismerését, a botanikai kutatást és oktatást, az alkalmazott botanikát szolgáló, valamint a természetkedvelők részére készült tudományos ismeretterjesztő munkák egész sorát adták ki ketten vagy társszerzőkkel.
1924-25-ben látott napvilágot Jávorka Sándor specialisták közreműködésével írt kétkötetes munkája, „A magyar flóra” (Flora Hungarica) – ehhez már Csapody Vera készített kitűnő rajzokat a Kárpát-medence virágos növényeiről. Bár neve a mű borítóján nem szerepel, Jávorka a könyv bevezetőjében megírta, hogy „Az alaktani alapfogalmakat tárgyaló bevezető részt… Csapody Vera tanárnő volt szíves botanikai szakértelemmel készült rajzaival illusztrálni”.
Több éven keresztül dolgozott Jávorka Sándorral „A magyar flóra képekben. Iconographia Florae Hungaricae” összeállításán. A képes atlasz a kárpáti, pannóniai, sőt részben az illír és mediterrán flóra növényeit mutatja be.
Az itt élő több mint négyezer növényfaj, illetve taxon nyomdai sokszorosítására alkalmas, átlátszó papíron készítette el számos növényfestményét és -rajzát. Az 1929-1934-ben megjelent mű ma is egyik legsikerültebb alkotása. Ehhez fogható munka az utóbbi évekig nem készült, ezért az Akadémiai Kiadó 1975-ben és 1979-ben újra megjelentette.
A Szegedi Tudományegyetemen 1932-ben „Mediterrán elemek a magyar flórában” című dolgozatával doktori fokozatot szerzett Györffy Istvánnál.
Nagy munkabírással dolgozott. Alkotásaiban széles körű növényismerete szerencsésen kapcsolódott össze művészi rajzolatú festészeti, grafikai tudásával. Jávorka Sándor tanácsára tanulmányozta a növényfestészet akkor ismert módszereit, így a XIX. század második évtizedében elhunyt Kitaibel Pál háromkötetes művének tökéletes színű rajzait, amelyet Waldstein Ferenc Ádám irányításával Schütz Károly és fia János bécsi mesterek készítettek.
Sikerült olyan technikát elsajátítania, amellyel hatvan év távlatából az ő akvarelljei sem veszítettek eredeti szépségükből. Később, ugyancsak Jávorka ösztönzésére kezdett tusrajzokat készíteni a növényekről. Ezzel a módszerrel gyorsabbá vált az ábrázolás hosszan tartó, nagy figyelmet igénylő munkája.
Miután 1951-ben a Természettudományi Múzeum Növénytárának munkatársa lett, számtalan fizikai erőt igénylő botanikai gyűjtőúton vett részt. Bejárta a Kárpát-medence minden részét. A Magas-Tátrában 1926-ban és 1938-ban, az Al-Dunán 1929-ben és 1937-ben, Erdélyben többször is járt. A begyűjtött növényekről, elsősorban azok virágairól lehetőleg azonnal elkészítette rajzait, akvarelljeit. Hat évtizedes munkássága során munkatársai felmérése szerint megközelítően 12 ezer akvarellt, 3 ezer táblarajzot készített. Teljesítményével egyedülállót alkotott a nemzetközi botanikában. Számos dolgozata jelent meg és közel 20 könyv társszerzője. Egyik legnépszerűbb alkotása Jávorkával közös, „Erdők–Mezők virágai” című műve, amely élőhelyeik szerinti praktikus csoportosításban tartalmazza a növények rövid leírását – ebben ő készítette a növények ábrázolásait. Itthon, Csehországban és Szlovákiában az utóbbi évekig többször kiadták. Sok könyvhöz és tanulmányhoz készített növényábrázolást. Számos folyóiratban, tankönyvben, lexikonban ugyancsak az ő finom rajzai láthatók. Jávorka Sándor botanikai könyvein kívül 1948-ban és 1961-ben Augusztin, illetve Giovanni és szerzőtársaiktól megjelent „Gyógynövények”-et ismertető 2. kötetében a gyógynövényekről készített rajzokat. 1953-ban látott napvilágot Újvárosi „Gyomnövények” című könyve, amelyben gyomnövényeket illusztrált. Ugyancsak ez évben festette meg Boross Ádám könyvéhez a mohákat.
Jelentősebb munkái közé tartoznak Magyar Pál „Alföldfásítás” című monográfiájának növényillusztrációi, valamint Csapody István és Rott Ferenc „Erdei fák és cserjék” címmel (1966) írt könyvének növényábrázolásai. Még ez előtt adta ki színes Atlaszát Magyarország Kultúrflórájához (1961) – ez 1973-ban Lengyelországban is megjelent. A középiskoláknak készített Simon Tibor-Csapody Vera „Kis növényhatározó” is számos kiadást ért meg. Priszter Szaniszló „A növényszervtan terminológiája” című, háromnyelvű szakszótárához 17 táblán csaknem 500 élethű rajzzal egészítette ki a növények szerveiről készített szakkifejezések szótárát.
Mindezek mellett 15 éven át gyűjtötte és csíráztatta a növények magvait, hogy azok lerajzolásával elkészíthesse a hazai botanikai irodalomban egyedülálló alkotását, a csírahatározót. Ez a könyve németül 1968-ban jelent meg. 1971-ben Debreczy Zsolttal közösen készített „Télen is zöld kertek” című ismeretterjesztő munkában újabb növényábrákkal gazdagította a botanikai irodalmat.
Már elmúlt kilencvenéves, amikor kezébe vehette Tóth Imrével készített „A Colour Atlas of Flowering Trees and Shrubs” című alkotását. (Közép-európai díszfák és díszcserjék.)
Növényi akvarelljei, tusrajzai számos hazai és külföldi kiállításon, botanikai kongresszuson öregbítették hírnevét. Egy időben a kőszegi Szőlő jövésnek könyve szőlőhajtásait rajzolta.
Előrehaladott kora ellenére 1970-től Debreczy Zsolt munkatársaként a több kötetesre tervezett „Dendrológiai Atlasz” összeállításában vett részt. Tudatában volt gyengülő erejének, a készülő nagy összefoglaló műhöz mégis sikerült mintegy 4 ezer tusrajzot elkészítenie. Élete utolsó napjaiban is ezen dolgozott. A budapesti Farkasréti temetőben helyezték örök nyugalomra.
A magyar botanikai tudomány kiválósága a növényvilág megörökítésének egyedülálló „mestere”, a pályatársak „kedves Vera nénije” önmagáról szakmai pályájának csúcsán is szerényen így vallott „én mindig azt mondom, hogy növényrajzoló vagyok, tehát nem művész, s nem is tudós, hanem a természetnek egy alázatos másolója. Az én munkám a megfigyelés és a valósághoz hű visszaadás.”

## Díjai, kitüntetései
- Rubindiplomás tanár
- 1966-ban Entz Ferenc Érmet kapott

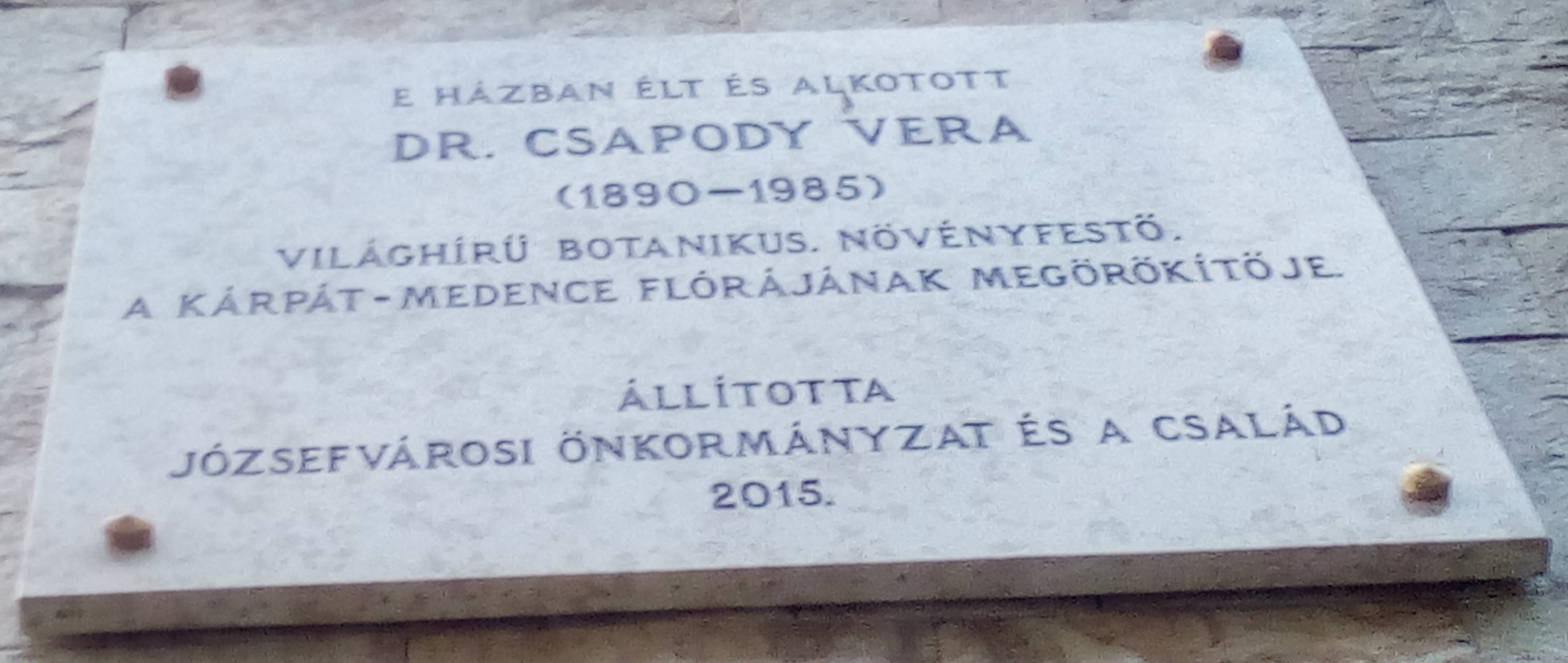
Emléktáblája Budapest VIII. kerületében

- 1980-ban  Állami Díjjal tüntették ki, hazánk flórájának tudományos hitelességű, művészi színvonalú grafikai ábrázolásáért
- kétszer nyerte el a Munka Érdemrend ezüst fokozatát (1965-ben és 1970-ben)
- megkapta a „Szocialista Kultúráért” érdemérmet
- Magyar Örökség díj (2000, posztumusz)

## Főbb művei
- Jávorka Sándor–Csapody Vera: A magyar flóra képekben. Iconographia Florae Hungaricae. Bp., 1929–1934. 23 lap + 40 színes, 576 fekete és 25 fényképtábla
- Jávorka Sándor–Csapody Vera: Erdő-mező virágai. A magyar flóra színes kis atlasza. Bp., 1950. 139 lap + 100 tábla
- Jávorka Sándor–Csapody Vera: Kerti virágaink. Közép-Európai dísznövények színes atlasza. Bp., 1962. 156 lap + 100 tábla
- Csapody Vera–Priszter Szaniszló: Magyar növénynevek szótára. Bp., 1966. 301 lap
- Csapody István–Csapody Vera–Rott Ferenc: Erdei fák és cserjék; Mezőgazdasági, Bp., 1966. 288 lap + 114 tábla + függelék 36 lap
- Keimlings-Bestimmungsbuch der Dikotyledonen. Bp., 1968. 286 lap.
- Csapody István–Csapody Vera–Jávorka Sándor: Erdő-mező növényei; Natura, Bp., 1980
- Vera Csapody–Imre Tóth: A Colour Atlas of Flowering Trees and Shrubs. Bp., 1982. 310 lap
- Orchideák Csapody Verától; szöveg Priszter Szaniszló, alkotószerk. Csapody István; Panoráma, Bp., 2004

## Emlékezete
- A Természettudományi Múzeum Növénytára a „Jávorka Sándor emlékszobában” őrzi egykori munkatársának gazdag örökségét.
- Az Egymásért vagyunk című, 2020-ban megjelent tudománytörténeti összeállításban munkásságára történő visszatekintés jelenik meg.[12]
- 2025 óta nevét viseli a 338578 Csapodyvera kisbolygó.[13]